# Jan Kleineman
Jan Kleineman, född 1 augusti 1953 i Solna församling är professor i civilrätt vid Stockholms universitet, med inriktning på kontrakts-, skadestånds- och aktiebolagsrätt. 
Han har under flera år varit redaktör för Juridisk tidskrift, samt publicerat flera artiklar i Svensk Juristtidning. Ett ämne Kleineman ofta behandlat är "Rådgivares skadeståndsansvar", vilket var ett ämne som behandlades mycket efter HD:s utgång i fallet NJA 1994 s.532. Fallet belyser rådgivarens pedagogiska ansvar.